# Dryophytes eximius
Espèce
Synonymes
- Hyla eximia Baird, 1854
- Hyla gracilipes Cope, 1865
- Hyla cardenasi Taylor, 1939 "1938"
- Hyla microeximia Maslin, 1957

Statut de conservation UICN

 LC  : Préoccupation mineure
Dryophytes eximius est une espèce d'amphibiens de la famille des Hylidae.

## Répartition
Cette espèce est endémique du Mexique. Elle se rencontre entre 910 et 2 900 m d'altitude dans la Sierra Madre Occidentale, la Sierra Madre Orientale et la Cordillère néovolcanique :
- dans le sud-est de l'État de Sinaloa ;
- dans l'Ouest et au centre de l'État du Durango ;
- dans le sud de l'État de Zacatecas ;
- dans le sud de l'État de San Luis Potosí ;
- dans l'extrême Sud de l'État de Nuevo León ;
- dans le sud-est de l'État de Tamaulipas ;
- dans l'État de Nayarit ;
- dans l'État de Jalisco ;
- dans l'État de Aguascalientes  ;
- dans l'État du Guanajuato ;
- dans l'État de Querétaro ;
- dans l'Est et au sud de l'État de Veracruz ;
- dans l'État de Hidalgo ;
- dans le nord de l'État du Colima ;
- dans le nord de l'État de Michoacán ;
- dans l'État de Mexico ;
- dans l'État de Morelos ;
- dans l'État du Tlaxcala ;
- dans le Nord et le centre de l'État de Puebla ;
- dans l'extrême Nord de l'État de Guerrero.

## Publication originale
- Baird, 1854 : Descriptions of new genera and species of North American Frogs. Proceedings of the Academy of Natural Sciences of Philadelphia, vol. 7, p. 59–62 (texte intégral).